# Переплёткин, Андрей Игоревич
Андре́й И́горевич Переплёткин (укр. Андрій Ігорович Перепльоткін, латыш. Andrejs Perepļotkins; 27 декабря 1984, Харьков, Украинская ССР, СССР) — латвийский футболист украинского происхождения, полузащитник клуба «Супер Нова» (Рига). Выступал за сборную Латвии.

## Биография

### Клубная карьера
Воспитанник харьковского «Металлиста» (первый тренер — Ринат Викторович Морозов). Позже выступал за московский «Фили», в 14 лет уехал в знаменитый бельгийский «Андерлехт». В 2004 году занимался в академии английского «Саутгемптона». Переплёткин был одним из лучших игроков академии. Однако, им не удалось подписать с ним полноценный контракт, потому что он не был заигран ни за одну из сборных, а выступать со студенческой визой в английской Премьер-лиге нельзя. Так он оказался в аренде в ирландском клубе «Богемианc». В январе 2005 года был продан известному латвийскому клубу «Сконто». Помог клубу выиграть Кубок Ливонии в 2005 году.
В начале 2000-х, когда Переплёткин выступал за молодёжный состав «Саутгемптона» ним заинтересовался тогдашний тренер молодёжной сборной Украины Павел Яковенко, но вызова в сборную он так и не дождался.
1 августа 2008 года прибыл на просмотр в клуб «Дерби Каунти». В клубе дебютировал 3 августа в товарищеском матче против нидерландского «Утрехта» (2:2). 7 августа 2008 года «Дерби» взяло его в годичную аренду, вместе с сербским нападающим Александаром Прийовичем. В официальном матче Переплёткин дебютировал 9 августа в матче против «Донкастер Роверс». Тем не менее он сыграл ещё одну игру и 15 января 2009 года по взаимному соглашению разорвал контракт. После чего вернулся обратно в «Сконто». В конце января 2009 года побывал на просмотре в известном сербском клубе «Партизан».
В 2011 году Андрей Переплёткин заключил контракт с узбекским клубом «Насаф». В этом сезоне он под руководством Анатолия Демьяненко сыграл в 16 матчах и забил 7 голов. 2012 год он также отыграл за «Насаф», проведя 14 матчей и забив всего 1 гол.
Затем в его карьере были рижская «Даугава» и ереванский «Арарат». В сентябре 2014 года, Переплёткин заключил годовой контракт с кипрским клубом второго дивизиона «ЕН. А.Д».
Весной 2015 не найдя лучших вариантов продолжения карьеры, хавбек продолжил свои выступления в стане динамовцев из Риги, где сразу проявились его лидерские качества. Переплёткин стал одним из лучших бомбардиров команды забив 10 мячей в 11 матчах.
С июля 2016 года до 2018 года выступал в клубе из элитного дивизиона Латвии «Елгава».

### Карьера в сборной
Так как Андрей Переплеткин долго жил в Латвии, он получил латвийское гражданство, что дало ему право играть в сборной Латвии, так как в сборной Украины он не играл. Впервые в сборную Латвии был вызван на матч отборочного турнира чемпионата Европы против Лихтенштейна. В сборной Латвии дебютировал 28 марта 2007 года в матче против Лихтенштейна (1:0).